# Nils Heisterhagen

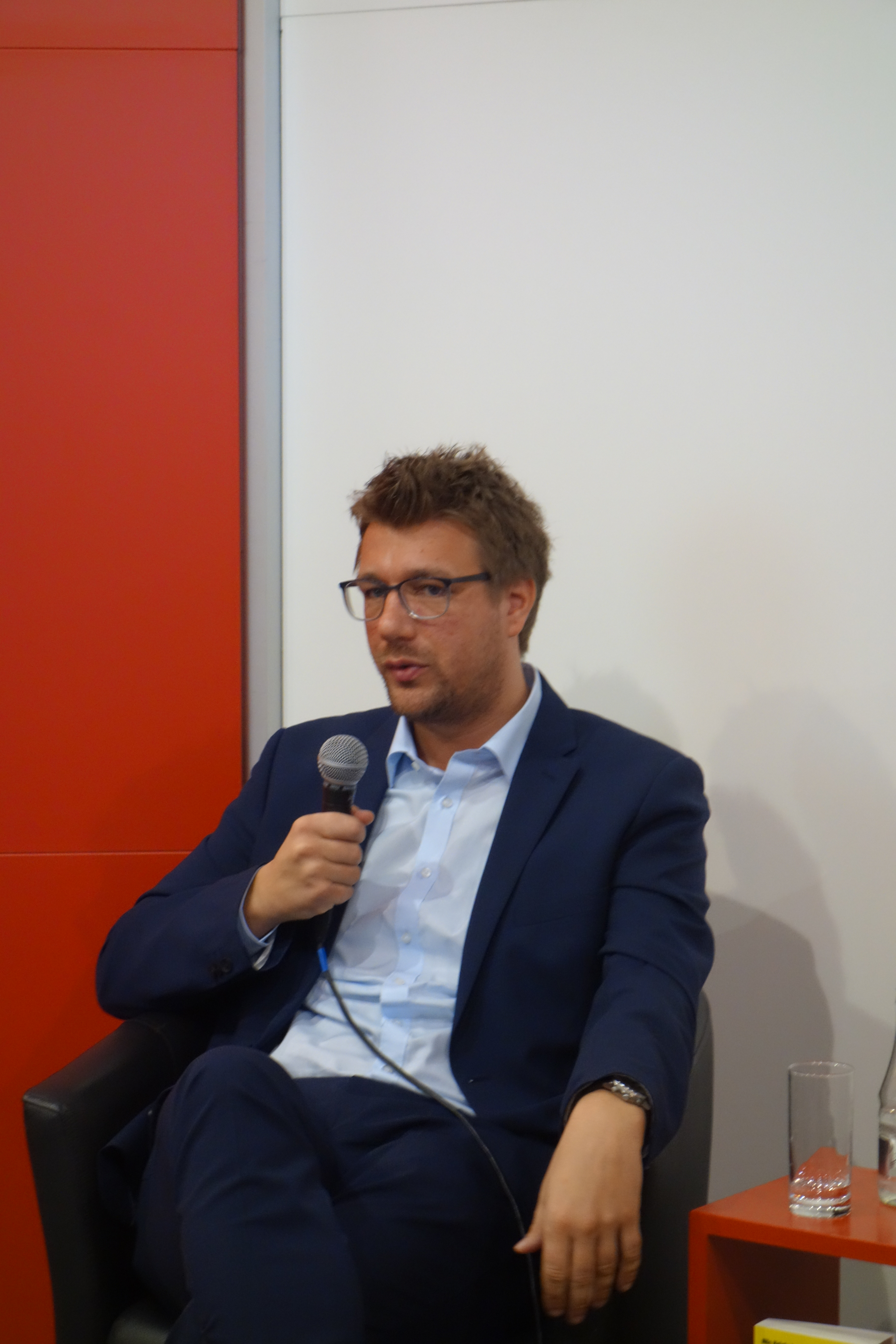
Nils Heisterhagen bei der Vorstellung seines Buches Die liberale Illusion: warum wir einen linken Realismus brauchen auf der Frankfurter Buchmesse 2018

Nils Heisterhagen (* 1988) ist ein deutscher Publizist und  Journalist.

## Leben
Heisterhagen ist der Sohn eines Facharbeiters und einer Bankkauffrau, 2014 trat er in die SPD ein. Er studierte Politikwissenschaft und Volkswirtschaftslehre an den Universitäten Göttingen und Hannover. An der Humboldt-Universität zu Berlin wurde er im Jahr 2016 im Fach Philosophie mit einer Arbeit über „Existenziellen Republikanismus“ bei Volker Gerhardt promoviert. Er war als Hospitant bei der Wirtschaftswoche und dem politischen Magazin Cicero tätig und absolvierte Praktika unter anderem im Deutschen Bundestag, in Industrieunternehmen und beim Progressiven Zentrum. Später war er Grundsatzreferent und Redenschreiber für die Vorsitzenden der IG Metall, bis er als Grundsatzreferent zur Landtagsfraktion der SPD in Rheinland-Pfalz wechselte. Im September 2018 wurde bekannt, dass sich Heisterhagen und die SPD-Fraktion auf einen Auflösungsvertrag geeinigt haben. Seitdem ist Heisterhagen als Publizist und Journalist tätig. In zahlreichen Artikeln und zwei Büchern äußerte er sich zum Kurs der SPD, diese habe ihre Klientel im Stich gelassen und müsse sozialpolitisch nach links, gesellschaftlich nach rechts umsteuern.
Von Dezember 2020 bis November 2022 war Heisterhagen als Referent für Wirtschaftspolitik beim Wirtschaftsforum der SPD tätig, einem der SPD nahestehenden Verein. Von Mai 2024 bis März 2025 war er Verantwortlicher Redakteur für Wirtschaftspolitik bei Bild. Im April 2025 wurde Heisterhagen Leiter Debatte bei Media Pioneer.

## Publikationen
- Verantwortung – Für einen neuen politischen Gemeinsinn in Zeiten des Wandels. Dietz, Bonn 2020, ISBN 978-3-8012-0569-0.
- Das Streben nach Freiheit: Essays gegen die Orientierungslosigkeit. Dietz, Bonn 2019, ISBN 978-3-8012-0561-4.
- Kritik der Postmoderne: warum der Relativismus nicht das letzte Wort hat. Springer Fachmedien, Wiesbaden 2018, ISBN 978-3-658-18791-0.
- Die liberale Illusion: warum wir einen linken Realismus brauchen. Dietz, Bonn 2018, ISBN 978-3-8012-0531-7.[7][8][9] Leseprobe
- Existenzieller Republikanismus: Ein Plädoyer für Freiheit. transcript Verlag, Bielefeld 2017, ISBN 978-3-8376-4029-8.